# Płonnik cienki
Płonnik cienki, p. właściwy (Polytrichum strictum Brid.) – gatunek mchu z rodziny płonnikowatych. Występuje w Eurazji, Ameryce Północnej i Południowej. W Polsce jest rozpowszechniony na obszarze całego kraju w odpowiednich dla siebie siedliskach.

## Morfologia
PokrójMech tworzący darnie, początkowo ciemnozielone do zielononiebieskich, z czasem brunatniejące.
Budowa gametofituŁodyżka wzniesiona, sztywna, o wysokości dochodzącej do 30 cm, spodem biaława, pokryta jasnymi chwytnikami. Listki pochwiaste, lancetowate, długości do 6 mm, o żółtawej pochwiastej nasadce, ostro, brunatnie zakończone, w stanie suchym przylegające do łodyżki.
Budowa sporofituPuszka zarodni sześcienna, długości ok. 6 mm, prosta lub skierowana w bok, czerwonożółta, zakończona orzęsionym czepkiem. Włoski czepka żółtobrązowe. Seta długości 6-10. Zarodniki żółte, gładkie.

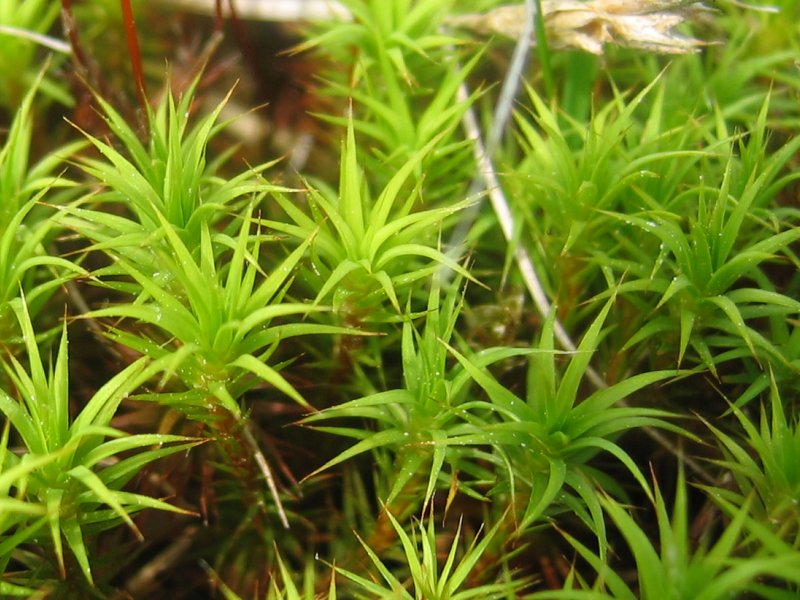
Ulistnienie
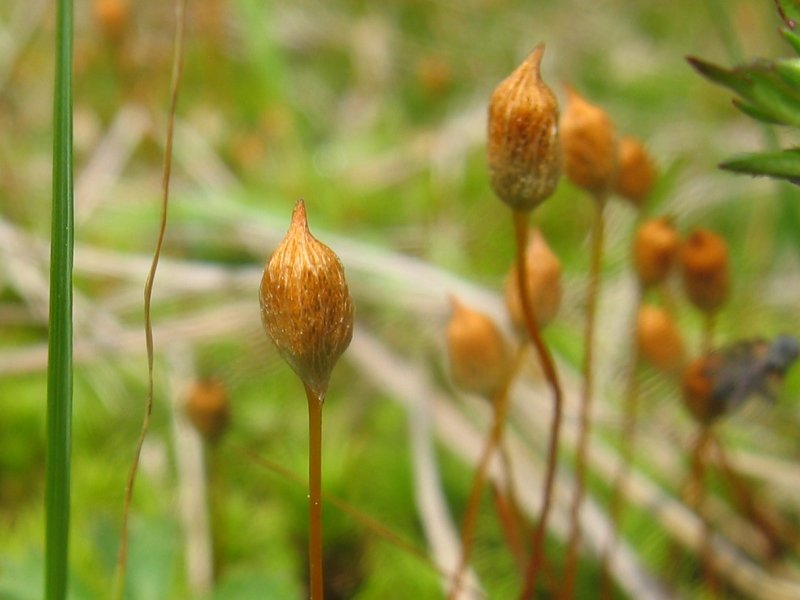
Puszki zarodni na setach

## Biologia i ekologia
RozwójZarodnikowanie w Polsce odbywa się w czerwcu i lipcu.
SiedliskoWystępuje na torfowiskach wysokich i przejściowych, szczególnie o leśnym charakterze, głównie w borach bagiennych.
FitosocjologiaW klasyfikacji zbiorowisk roślinnych gatunek charakterystyczny dla rzędu (O.) Sphagnetalia magellanici.

## Zagrożenia i ochrona
Od 2001 r. gatunek objęty jest w Polsce częściową ochroną gatunkową, status ochronny został utrzymany w Rozporządzeniu Ministra Środowiska z dnia 9 października 2014 r. w sprawie ochrony gatunkowej roślin.